# Daorszón
Daorszón vagy latinosan Daorsum az i. e. 5–1. század között fennállt illír település, az i. e. 3–2. század fordulójától bizonyítottan a daorszok székhelye volt a mai Bosznia-Hercegovina déli részén, a Neretva völgyétől délkeletre. A település korabeli neve nem maradt fenn, és a szakirodalomban gyakori a régészeti helyszín Ošanjići vagy ošanjići erőd néven való említése. A Daorszón elnevezés a 20. században jelent meg, amelyet az i. e. 2. században itt veretett pénzérme ΔΑΟΡΣΩΝ (’a daorszoké’) feliratának kiterjesztésével kezdett el használni néhány 20. századi kutató. Az i. e. 5–4. században erődített település az i. e. 2. századra a daorszok koinonjának székhelye lett saját pénzverő műhellyel. Az i. e. 1. században a várost lerombolták, és végleg elnéptelenedett.

## Fekvése
A romváros Bosznia-Hercegovina déli részén, Stolac közelében fekszik, a Bregeva-patak völgyét szegélyező Ošanjići-hegyen. Stolactól északnyugati irányban, légvonalban 3 kilométerre található, autóval csak nehézségek árán közelíthető meg.

## Története
A település erődítésének legkorábbi szakaszát az i. e. 5. században építették, majd az i. e. 4–3. század során a városfalat megerősítették, és ekkor épültek a tornyok, a városkapu és a keleti külső védmű is. A település i. e. 4. században meginduló városiasodásának további tanúi az itt folyó ásatások korabeli rétegeiből nagy számban előkerült importált agyagedények. Daorszón lakói, a daorszok csak az i. e. 3–2. század fordulóján bukkannak fel a forrásokban mint III. Pleuratosz Illír Királyságának legészakibb népe. A település az i. e. 2. században megszerveződött daorsz koinon központi települése lett, ahol királyi jóváhagyással saját pénzt is vertek. Az i. e. 168. évi harmadik római–illír háborút követően a város a római protektorátus alá került illíriai területek része lett, de lakóinak pénzverési tevékenysége nem szűnt meg. Az i. e. 168 után vert érméik előlapjára Redon illír tengeristen portréját, hátlapjára egy lembosz ábrázolását nyomták, emellett – ahogy korábban – ΔΑΟΡΣ (DAORSZ) vagy ΔΑΟΡΣΩΝ (DAORSZÓN, ’a daorszoké’) alakban feltüntették rajtuk ethnoszukat is.
Daorszón korabeli életmódjáról vall az a leletegyüttes, amelyet 1977-ben teljesen véletlenül fedeztek fel egy közeli sziklahasadékban, ahova vélhetően valamely a települést fenyegető veszély elől menekíthették el tárgyaikat a város lakói. A 345 kilogrammot nyomó, 245 bronz- és vastárgyat felsorakoztató, nagyrészt az i. e. 2. századra datált, de néhány i. e. 3. századi eszközt is magában foglaló lelet elsősorban a helyi kézművesek korabeli tevékenységéről vall. Ezek alapján számottevő volt a város fémművessége, amit a dísztárgyak és ékszerek előállítására, domborműves bronzüstök és -tálak készítésére alkalmas öntőformák, valamint az egyéb munkaeszközök – üllő, ütő-, lyukasztó és vágószerszámok, szorítókapcsok és drótöntő formák stb. – változatossága tanúsít. A szerszámok kisebbik része ugyancsak fejlett ácsmesterségről vall (vésők, kések, körzők). Az itt megtalált ezüstszálas brossok az i. e. 2. század második feléből származó gostilji harcostemető sírmellékleteivel rokoníthatóak.
A régészeti adatok alapján a települést az i. e. 1. században lerombolták, és végleg elnéptelenedett.

## Régészeti leírása
A romváros régészeti feltárása az 1960-as években indult meg, és elsősorban Zdravko Marić nevéhez fűződik, aki az 1970-es évektől publikációiban gyakran hivatkozott Stadt Daors. néven a településre.
A feltárások során a romváros középső részén felhalmozott kövek között i. e. 5. századi támfal-építőelemekre bukkantak, és ugyancsak 5. századi a város legkorábbi védműve, amely a dombtető leginkább megközelíthető oldalán épült. A 60 méter hosszú, egyenes vonalú rusztikafalazatot nagy, 2×1 méteres építőkövekből rótták fel. Az i. e. 4–3. századok során ezt némileg átépítették, kialakították a 4,5 méter széles, fedett városkaput, amelyet apollóniai mintára két robusztus, 10 méteres oldalhosszúságú, négyszög alaprajzú toronnyal tettek védetté. Ugyanebben az időszakban építették fel a keleti, szabálytalanul futó, helyenként fűrészfogszerű vonalvezetésű külső védművet. Ez utóbbi városfallal Daorszón volt a legészakibb illír település, amelynek erődítését az i. e. 4. századtól népszerű, epiruszi eredetű moenia aeacia technikával építették.
Noha a daorszok koinonba szerveződése és pénzkibocsátása bizonyos fokú hellenizálódásra utal, Daorszón kapcsán a régészeti ásatások nem igazolták vissza, hogy egy városépítészeti szempontból is hellenisztikus településről volna szó. Középületeket nem tártak fel, és a város területének legnagyobb építménye egy 11×7 méteres alaprajzú, 2,7 méter mélyen a kőzetbe vágott ciszterna. A dombtető déli oldalán futott az akropoliszba vezető út, amelyen helyenként teraszokat és lépcsőket vágtak a sziklába.